# Чорненький Данило Герасимович
Данило Герасимович Чорненький (10 грудня 1905, село Свеса, тепер смт. Шосткинського району Сумської області — ?) — радянський діяч, секретар Київського обласного комітету КП(б)У, 1-й секретар Залізничного районного комітету КП(б)У міста Києва. 

## Життєпис
Член ВКП(б) з 1927 року.
На 1938 рік — заступник секретаря партійного комітету інституту харчової промисловості імені Мікояна міста Києва.
З вересня 1939 року — в Червоній армії на політичній роботі.
На 1940 — травень 1941 року — 1-й секретар Залізничного районного комітету КП(б)У міста Києва.
16 травня — вересень 1941 року — секретар Київського обласного комітету КП(б)У із харчової промисловості.
З 1941 року — учасник німецько-радянської війни. З липня по листопад 1941 року був на політичній роботі в 19-й танковій дивізії Південно-Західного фронту. З лютого 1942 по жовтень 1943 року служив начальником політичного відділу 2-го механізованого корпусу Калінінського фронту, начальником політичного відділу 32-ї мотострілецької бригади 18-ї танкової дивізії, потім був заступником по політичній частині командира 32-ї мотострілецької бригади 18-ї танкової дивізії 5-ї гвардійської танкової армії.
З березня 1945 по листопад 1946 року — заступник секретаря Київського обласного комітету КП(б)У із харчової промисловості — завідувач відділу харчової промисловості Київського обласного комітету КП(б)У.
У листопаді 1946 — листопаді 1948 року — завідувач відділу легкої і харчової промисловості ЦК КП(б)У. З листопада 1948 по вересень 1950 року — заступник завідувача відділу легкої промисловості ЦК КП(б)У.
З вересня 1950 по березень 1952 року — заступник міністра харчової промисловості УРСР. З березня 1952 по квітень 1953 року — 1-й заступник міністра харчової промисловості УРСР.
З квітня 1953 по серпень 1954 року — начальник Головного управління кондитерських виробів «Укрголовкондитер» Міністерства легкої і харчової промисловості (промисловості продовольчих товарів) Української РСР.
З серпня 1954 до 31 травня 1957 року — заступник міністра промисловості продовольчих товарів Української РСР із кадрів.
У червні 1957 — грудні 1959 року — заступник голови Ради народного господарства (раднаргоспу) Харківського економічного адміністративного району.
Подальша доля невідома. На 1985 рік — персональний пенсіонер союзного значення.

## Звання
- старший батальйонний комісар
- підполковник

## Нагороди
- два ордени Вітчизняної війни ІІ ступеня (24.12.1943, 6.11.1985)
- орден Трудового Червоного Прапора (23.01.1948)
- два ордени Червоної Зірки (22.01.1943, 5.11.1943)
- медаль «За перемогу над Німеччиною у Великій Вітчизняній війні 1941—1945 рр.» (1945)